# Guatemala i olympiska spelen
Guatemala deltog första gången i olympiska sommarspelen 1952, men missade därefter tre olympiader i rad. Sedan 1968 har Guatemala deltagit i samtliga olympiska sommarspel. Vid olympiska vinterspelen 1988 deltog Guatemala, men det är också enda gången Guatemala deltagit i vinter-OS. År 2012 i London vann Erick Barrondo Guatemalas första OS-medalj när han tog silver i herrarnas 20 km gång.

## Medaljer
| Guld | Silver | Brons | Totalt antal medaljer |
| ---- | ------ | ----- | --------------------- |
| 0    | 1      | 0     | 1                     |

## Medaljer efter sommarspel
| Spel             | Guld        | Silver      | Brons       | Totalt      |
| 1952 Helsingfors | 0           | 0           | 0           | 0           |
| 1956 Melbourne   | Deltog inte | Deltog inte | Deltog inte | Deltog inte |
| 1960 Rom         | Deltog inte | Deltog inte | Deltog inte | Deltog inte |
| 1964 Tokyo       | Deltog inte | Deltog inte | Deltog inte | Deltog inte |
| 1968 Mexico City | 0           | 0           | 0           | 0           |
| 1972 München     | 0           | 0           | 0           | 0           |
| 1976 Montreal    | 0           | 0           | 0           | 0           |
| 1980 Moskva      | 0           | 0           | 0           | 0           |
| 1984 Los Angeles | 0           | 0           | 0           | 0           |
| 1988 Seoul       | 0           | 0           | 0           | 0           |
| 1992 Barcelona   | 0           | 0           | 0           | 0           |
| 1996 Atlanta     | 0           | 0           | 0           | 0           |
| 2000 Sydney      | 0           | 0           | 0           | 0           |
| 2004 Aten        | 0           | 0           | 0           | 0           |
| 2008 Peking      | 0           | 0           | 0           | 0           |
| 2012 London      | 0           | 1           | 0           | 1           |
| Totalt           | 0           | 1           | 0           | 1           |

### Medaljer efter vinterspelen
| Spel         | Guld        | Silver      | Brons       | Totalt      |
| 1988 Calgary | 0           | 0           | 0           | 0           |
| 1992-2010    | Deltog inte | Deltog inte | Deltog inte | Deltog inte |
| Totalt       | 0           | 0           | 0           | 0           |